# Пижинерь
Пижинерь — деревня в Малмыжском районе Кировской области. Входит в состав Арыкского сельского поселения. 

## География
Находится на левобережье Вятки на расстоянии примерно 15 километров по прямой на восток-северо-восток от районного центра города Малмыж.

## История
Известна с 1939 года. В 1950 году учтено было дворов 23 и 128 жителей. В 1989 году учтено 79 жителей.

## Население
Постоянное население  составляло 65 человек (мари 91%) в 2002 году, 48 в 2010.